# Ruskin Park
Ruskin Park est un parc situé à Denmark Hill à Camberwell dans le Borough londonien de Lambeth, à Londres. Il a été ouvert le 2 février 1907 avec une superficie de 10 hectares, puis, en 1910, 5 hectares supplémentaires ont été ajoutés sur son côté sud-ouest. Ces deux parties sont indivises. Le parc doit son nom à John Ruskin (1819–1900), poète et écrivain, grand défenseur des espaces verts et du mouvement Arts and Crafts, qui vivait près du parc. Son nom a été également donné à un collège, un musée et une place . 

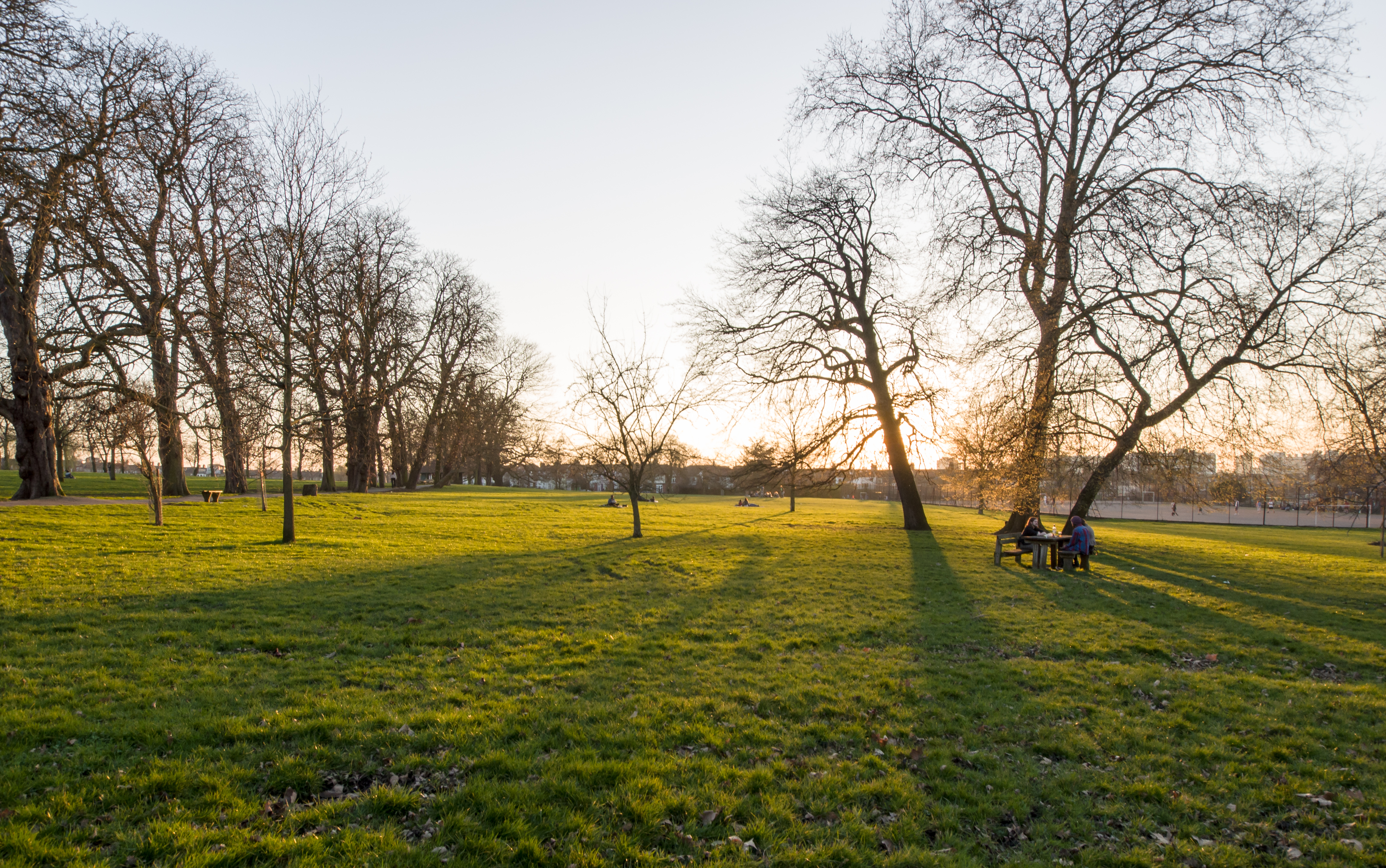
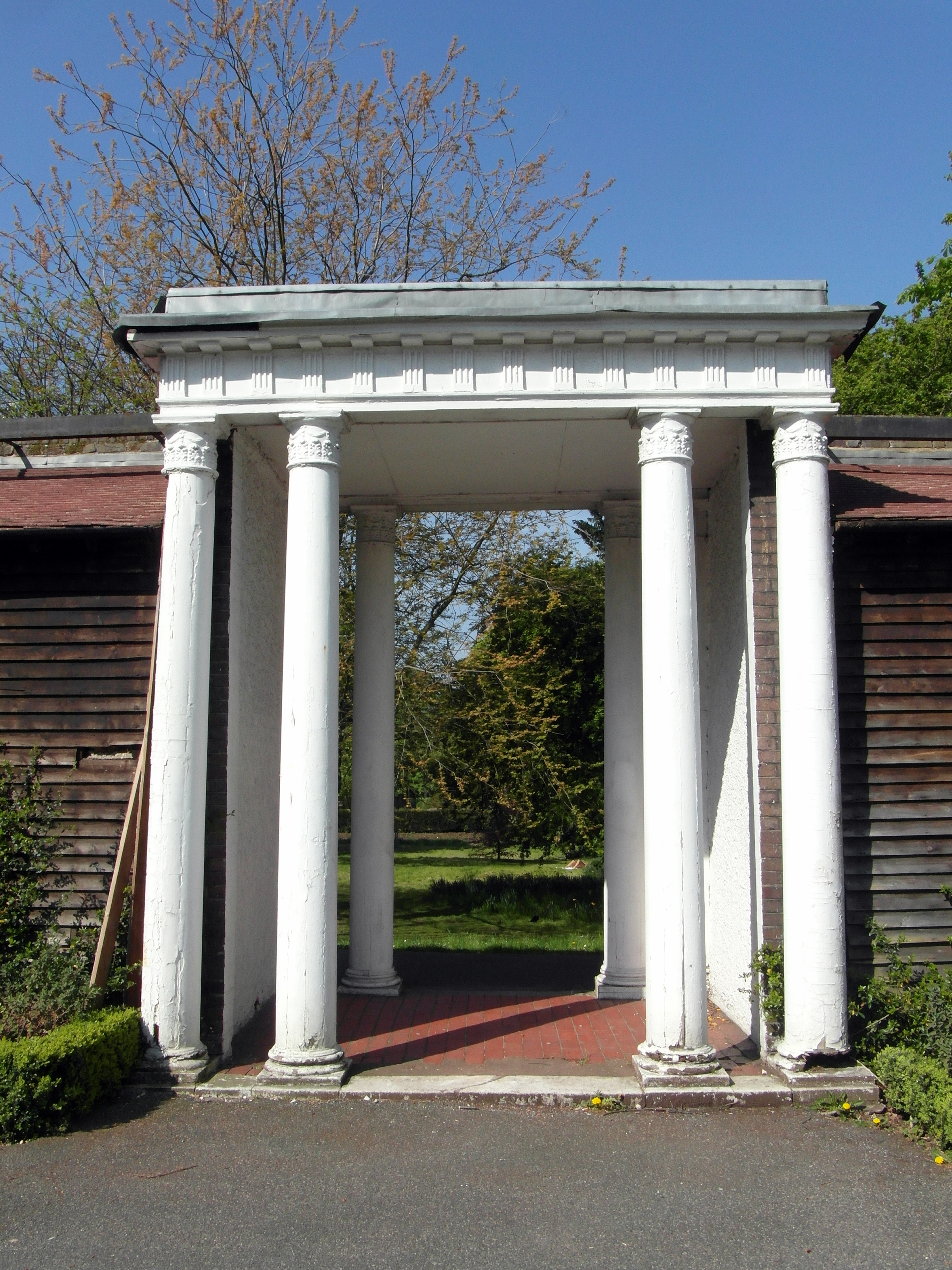
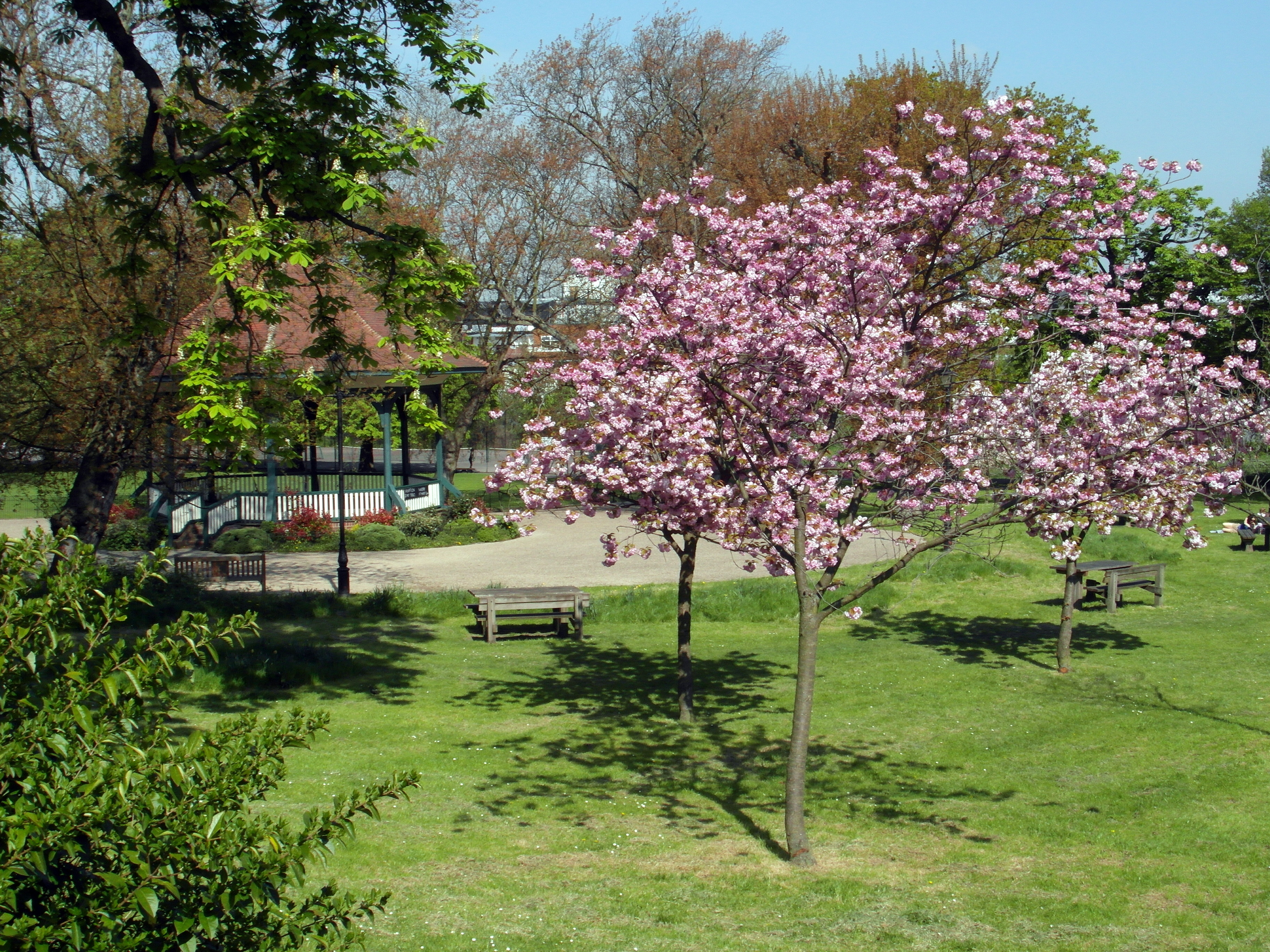
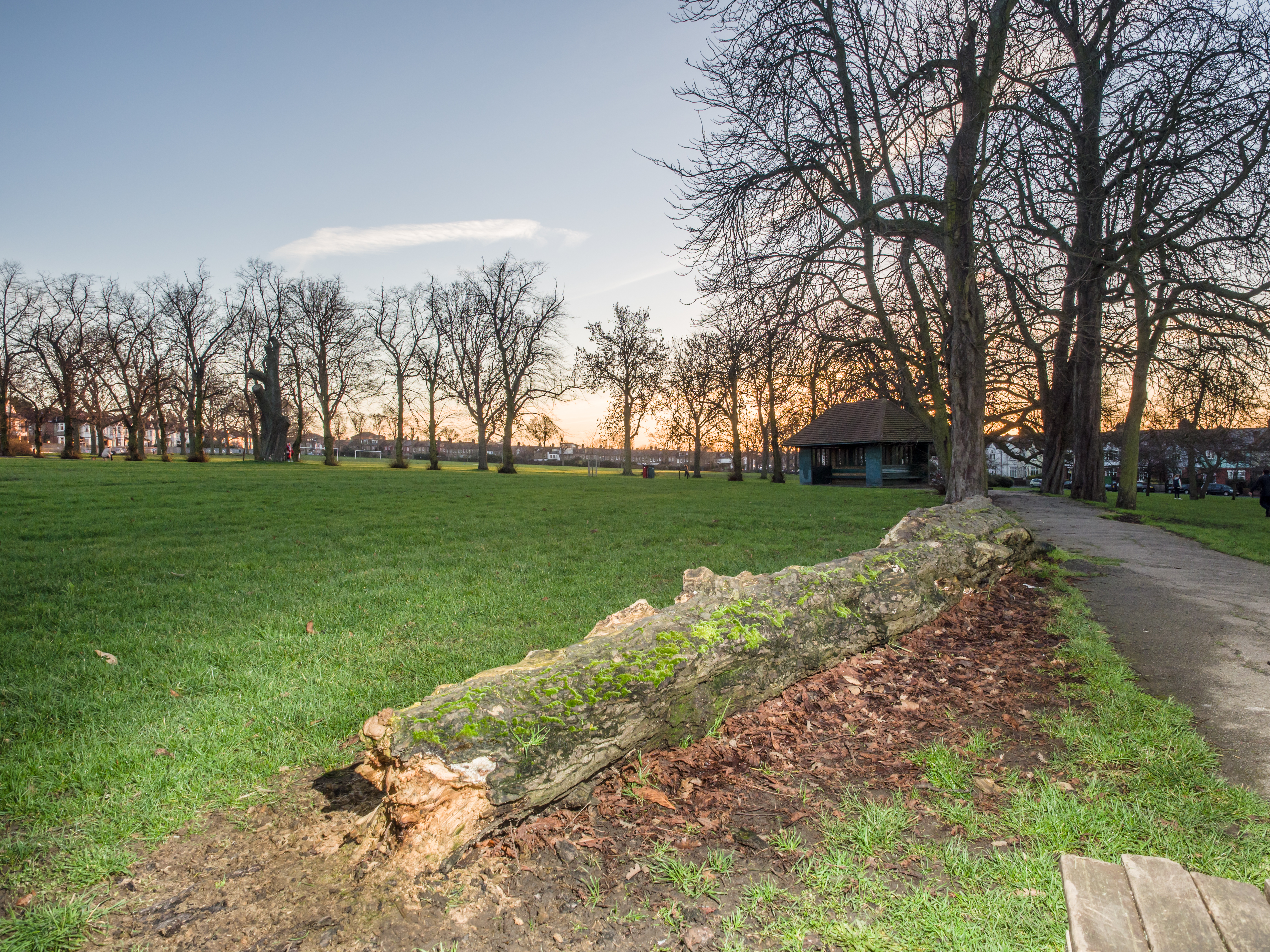

## Anecdote
Pendant la Première Guerre mondiale, des recrues du 21e bataillon du London Regiment (First Surrey Rifles) basées à Flodden Road, à Camberwell, se sont entraînées dans le parc . 